# Karlivka, Kirovohrad
Karlivka (în ucraineană Карлівка, în germană Alt Danzig) este localitatea de reședință a comunei Krupske din raionul Kirovohrad, regiunea Kirovohrad, Ucraina. Satul a fost locuit de germanii pontici.   

## Demografie
Componența lingvistică a localității Karlivka
     Ucraineană (96,21%)
     Rusă (2,81%)
     Alte limbi (0,98%)
Conform recensământului din 2001, majoritatea populației localității Karlivka era vorbitoare de ucraineană (96,21%), existând în minoritate și vorbitori de rusă (2,81%).